# Instituto Teológico San Juan de Ávila
El Instituto Teológico San Juan de Ávila fue inaugurado el 17 de octubre de 2007, está adscrito a la Universidad Pontificia de Salamanca y pertenece a la Diócesis de Asidonia-Jerez. Está ubicado en la Casa de la Iglesia, Palacio Bertemati. 
La inauguración del Instituto se celebró con una Eucaristía seguida de la lección inaugural de monseñor Juan del Río Martín, con la presencia del decano de la Facultad de Teología de la Universidad Pontificia de Salamanca (UPSA) Gonzalo Tejerina Arias, del director de este Instituto Teológico (ITSJA) Ignacio Gaztelu Pastor y del director del Instituto Superior de Ciencias Religiosas (ISCRA) José Manuel Sánchez-Romero.